# زغال‌ددان
زغال‌ددان (نام علمی: Anthracotheriidae) تیره‌ای از پستانداران منقرض شدهٔ عضو راستهٔ جفت‌سم‌سانان بودند که شباهت ظاهری به اسب آبی‌های کنونی داشتند و خویشاوند آن‌ها و آب‌بازسانان به شمار می‌روند. قدیمی‌ترین سرده‌ای این خانواده، Elomeryx نام دارد که در ائوسن میانی در آسیا پدیدار شد. آن‌ها در آفریقا و اوراسیا رشد یافتند و تعداد اندکی از ایشان در دوره اولیگوسن به آمریکای شمالی نیز مهاجرت کردند. در دوره میوسن، زغال‌ددان ها در اروپا و آفریقا منقرض شدند که دلیل آن به گمانی تغییرات اقلیمی و رقابت با دیگر جفت‌سم‌هایی چون خوکها و اسبان آبی راستین بود. واپسین زغال‌ددها در دوره پلستوسن از میان رفتند.
نام این تیره از نام گونهٔ معروف آن، آنتراکوتریوم به معنای «دَد و هیولای زغالی» گرفته شده است؛ چرا که نخستین سنگواره های آن‌ها در بسترهای زغالی مربوط به دوره پالئوژن در فرانسه به دست آمدند.

## رده‌بندی
زغال‌ددان دارای دو زیرخانواده و چندین سرده بودند:
†Anthracotheriinae
- †زغال‌دد (سرده شاخص)
- †Heptacodon
- †Siamotherium

†Bothriodontinae
- †Aepinacondon
- †Afromeryx
- †Arretotherium
- †Brachyodus
- †Bothriogenys
- †Elomeryx
- †Hemimeryx
- †Kukusepasutanka
- †لیبیکوسور
- †Merycopotamus
- †Sivameryx